# Anissza
Az Anissza női név görög eredetű orosz névből származik, jelentése: beteljesülés; de lehet, hogy az Ágnes angol becézőjéből ered.

## Gyakorisága
Az újszülötteknek adott nevek körében az 1990-es években szórványos volt. A 2000-es és a 2010-es években sem szerepelt a 100 leggyakrabban adott női név között.
A teljes népességre vonatkozóan az Anissza sem a 2000-es, sem a 2010-es években nem szerepelt a 100 leggyakrabban viselt női név között.

## Névnapok
január 21.